# Kenneth Moore
Kenneth Moore   (Saskatchewan, 17 de febrer de 1910 - Winnipeg, 8 de desembre de 1981) va ser un jugador d'hoquei sobre gel canadenc que va competir durant les dècades de 1920 i 1930. Fou un dels Primeres Nacions en disputar uns Jocs Olímpics pel Canadà.
Amb el Winnipeg Hockey Club guanyà l'Allan Cup de 1931. El 1932 va prendre part en els Jocs Olímpics de Lake Placid, on guanyà la medalla d'or en la competició d'hoquei sobre gel.